# Boggy Depot
Boggy Depot – debiutancki album solowy gitarzysty grupy Alice in Chains Jerry’ego Cantrella. Wydawnictwo ukazało się na rynku 31 marca 1998 roku. Album ukazał się nakładem wytwórni Columbia.

## Lista utworów
| Nr. |  | Tytuł               | Tekst          | Muzyka         | Długość |
| --- |  | ------------------- | -------------- | -------------- | ------- |
| 1.  |  | „Dickeye”           | Jerry Cantrell | Jerry Cantrell | 5:07    |
| 2.  |  | „Cut You In”        | Jerry Cantrell | Jerry Cantrell | 3:23    |
| 3.  |  | „My Song”           | Jerry Cantrell | Jerry Cantrell | 4:07    |
| 4.  |  | „Settling Down”     | Jerry Cantrell | Jerry Cantrell | 6:12    |
| 5.  |  | „Breaks My Back”    | Jerry Cantrell | Jerry Cantrell | 7:07    |
| 6.  |  | „Jesus Hands”       | Jerry Cantrell | Jerry Cantrell | 5:37    |
| 7.  |  | „Devil by His Side” | Jerry Cantrell | Jerry Cantrell | 4:50    |
| 8.  |  | „Keep the Light On” | Jerry Cantrell | Jerry Cantrell | 4:49    |
| 9.  |  | „Satisfy”           | Jerry Cantrell | Jerry Cantrell | 3:35    |
| 10. |  | „Hurt a Long Time”  | Jerry Cantrell | Jerry Cantrell | 5:41    |
| 11. |  | „Between”           | Jerry Cantrell | Jerry Cantrell | 3:37    |
| 12. |  | „Cold Piece”        | Jerry Cantrell | Jerry Cantrell | 8:29    |
|     |  |                     |                |                |         |

## Twórcy
Opracowano na podstawie materiału źródłowego.
- Jerry Cantrell – śpiew, gitara elektryczna, gitara akustyczna, wokal, instrumenty klawiszowe, wokal wspierający
- Sean Kinney – perkusja
- Rex Brown – gitara basowa (utwory 1, 3, 8, 9, 10)
- Norwood Fisher – gitara basowa (utwory 4, 5)
- Les Claypool – gitara basowa (utwory 11, 12)
- Mike Inez – gitara basowa (utwory 2, 6, 7)
- Angelo Moore – waltornia (utwory 2, 12)

Produkcja
- Producent muzyczny – Toby Wright, Jerry Cantrell
- Inżynier dźwięku – Scott Olson
- Asystent inżyniera dźwięku – Rob Nordstrom, Mike Cresswell
- Mastering – Stephen Marcussen
- Miksowanie – Toby Wright
- Design – Brandy Flower
- Projekt okładki – Mary Maurer
- Zdjęcia – Rocky Schenck
- Aranżacja, teksty utworów – Jerry Cantrell

## Pozycje
Album
| Rok  | Lista (1998)                      | Pozycje |
| ---- | --------------------------------- | ------- |
| 1998 | Billboard 200 (Stany Zjednoczone) | 28      |
| 1998 | Canadian Top 100 CDs (Kanada)     | 39      |

Single
| Rok  | Tytuł        | Nazwa listy przebojów  | Pozycje |
| ---- | ------------ | ---------------------- | ------- |
| 1998 | „My Song”    | Mainstream Rock Tracks | 6       |
| 1998 | „Dickeye”    | Mainstream Rock Tracks | 36      |
| 1998 | „Cut You In” | Mainstream Rock Tracks | 5       |
| 1998 | „Cut You In” | Modern Rock Tracks     | 15      |

## Teledyski
1. „Cut You In” (reż. Peter Christopherson)[5]
2. „My Song” (reż. Rocky Schenck)[6]